# Oderwitz
Oderwitz (obersorbisch Wódrjeńca, oberlausitzisch: Uderwitz) ist eine sächsische Gemeinde im Landkreis Görlitz in der Oberlausitz. Sie befindet sich im Südosten des Freistaates Sachsen, unweit der Grenzen zu Tschechien und Polen. Die Gemeinde entstand 1999 durch die Fusion der Orte Oberoderwitz und Niederoderwitz, die seine Ortsteile bilden. In der historischen Dreiteilung des Ortes unterschied man auch Mitteloderwitz. Mit knapp 5000 Einwohnern ist Oderwitz eine der größeren nichtstädtischen Gemeinden des Landkreises.
Oderwitz geht auf eine slawische Siedlung namens Wudrijecz zurück und wurde urkundlich erstmals 1324 als Odrowitz erwähnt. Bis ins 18. Jahrhundert war die Gemeinde durch Landwirtschaft und die grundherrschaftliche Trennung in sieben Anteile geprägt. Im 19. Jahrhundert entwickelte sich der Ort mit vielen Webereien zu einer Industriegemeinde. Ab 1960 erlebte die Gemeinde ihre wirtschaftliche Blütezeit, es wurden große Mengen Damastwaren produziert und exportiert. Nach der Wiedervereinigung verlor Oderwitz seine Bedeutung als Textilzentrum.
In neuerer Zeit wurde der Ort durch seine drei Bockwindmühlen und das Meteorologiezentrum Wetterkabinett „Zittauer Gebirge“ als Windmühlen- und Wetterdorf bekannt. Ein weiteres touristisches Ziel ist die Sommerrodelbahn am Hang des Oderwitzer Spitzberges.

## Geographie

### Geographische Lage und Ausdehnung
Die Gemeinde Oderwitz liegt im südlichen Teil des Landkreises Görlitz, etwa neun Kilometer nordwestlich von Zittau und fünfzehn Kilometer südlich von Löbau im Oberlausitzer Bergland, dem Vorland des Zittauer Gebirges. Der Ort erstreckt sich über eine Länge von neun Kilometern und folgt dem Lauf des Flüsschens Landwasser. Zahlreiche kleine Bäche und Rinnsale durchziehen die Oderwitzer Flur. Die ursprüngliche Bewaldung ist durch die Schaffung von Acker- und Siedlungsflächen fast völlig verschwunden, nur das Königsholz im Osten blieb als größeres zusammenhängendes Waldgebiet erhalten.

Gemeinde Oderwitz mit Ortsteilen

Das Oderwitzer Tal liegt auf einer Höhe von etwa 300 Metern, wobei der Ortsteil Oberoderwitz etwas höher liegt als Niederoderwitz. Den höchsten Punkt der Gemeinde bildet mit 510 Metern Seehöhe der westlich gelegene Oberoderwitzer Spitzberg, der eine der markantesten Erhebungen des Umlandes ist. Weitere wichtige Erhebungen sind der Stumpfeberg im Westen, der Hutberg und der Sonnenhübel im Osten. Oderwitz liegt auf dem Grund des Oderwitzer Beckens.

### Ortsgliederung

Gemeinden des Landkreises Görlitz

Ursprünglich bestand Oderwitz aus den beiden Ortschaften Ober- und Niederoderwitz, die sich durch die grundherrschaftliche Trennung aus mehreren Anteilen zusammensetzten. So gab es noch im 19. Jahrhundert in Oberoderwitz den Ruppersdorfer, den Hainewalder und den Zittauer Anteil, in Niederoderwitz den Hainewalder, den Zittauer und der Zieglerschen Anteil, sowie Mitteloderwitz, das bis 1839 ein Anteil von Niederoderwitz war. Im Jahr 1910 wurde Mitteloderwitz wieder nach Niederoderwitz eingemeindet.
Nach der Fusion von Oberoderwitz und Niederoderwitz am 1. Januar 1999 gibt es nur noch eine Gemeinde Oderwitz, die beiden ehemaligen Gemeinden sind Ortsteile. Aus der Geschichte des Ortes sind viele Namen der alten Bauerngüter bekannt, die aber verwaltungstechnisch keine Bedeutung haben. Solche Güter sind zum Beispiel Kleinpolen, Viehbig und Rothes Gut in Oberoderwitz, Kreischerhof und Dreihäuser in Mitteloderwitz sowie Neufelden, Viehwegshäuser und Landberghäuser in Niederoderwitz.
Die letzten statistischen Daten auf der Ebene der Gemeindeteile wurden am 31. Dezember 1998 erhoben:
| ehemaliger Schlüssel | Ortsteil          | Fläche km² | Einwohner |
| -------------------- | ----------------- | ---------- | --------- |
| 14286290             | Niederoderwitz    | 19,25      | 3457      |
| 14286310             | Oberoderwitz      | 16,68      | 2870      |
|                      | Gemeinde Oderwitz | 35,93      | 6327      |

### Nachbargemeinden
Fünf Gemeinden grenzen an das Gemeindegebiet von Oderwitz. Dies sind Kottmar im Nordwesten, Herrnhut im Norden, Mittelherwigsdorf im Osten und Südosten, Hainewalde im Süden und Leutersdorf im Südwesten.

### Geologie
Bei den vulkanischen Aktivitäten im Übergang vom Alt- zum Jungtertiär wurde immer wieder zähflüssige Lava an die Erdoberfläche gedrückt. Diese erstarrte größtenteils zu Phonolith, aber auch zu Basalt und Nephelinbasanit. Letzteres tritt hauptsächlich im Norden von Oderwitz, am Unterlauf des Landwassers, sowie am Hut- und Pferdeberg zu Tage. Der Phonolith dagegen bildet neben den Kuppen von Spitzberg und Sonnenhübel auch den Hauptanteil des Deckengebirges dieser Gegend.
Im Pleistozän lagerten sich entlang des Landwassers und seiner Zuflüsse hauptsächlich trockene Kiese und Sande ab, die von einer Schicht aus Lösslehm und sandigen Tonen überdeckt wurden. Diese Deckschicht ist im Westen von Oderwitz recht mächtig, im Osten sind dagegen sandige Böden vorherrschend. Dies zeigt sich an mehreren Sand- und Kiesgruben östlich des Ortes. Die fruchtbarsten Böden befinden sich um Mitteloderwitz und am Spitzberg; sie entstanden durch die Verwitterung des Phonolithgesteins. Trotzdem ist der Boden in der hügeligen Gegend um Oderwitz im Allgemeinen nicht so ergiebig wie etwa im Zittauer Becken.
Neben Torf im Königsholz kommt unter Oderwitz lignitische Braunkohle vor, die allerdings von zahlreichen Störungen durchzogen ist. Daher kam die Förderung der Kohle über Abbauversuche am Kreischerhof und an der Oberoderwitzer Kirche nicht hinaus.

### Klima

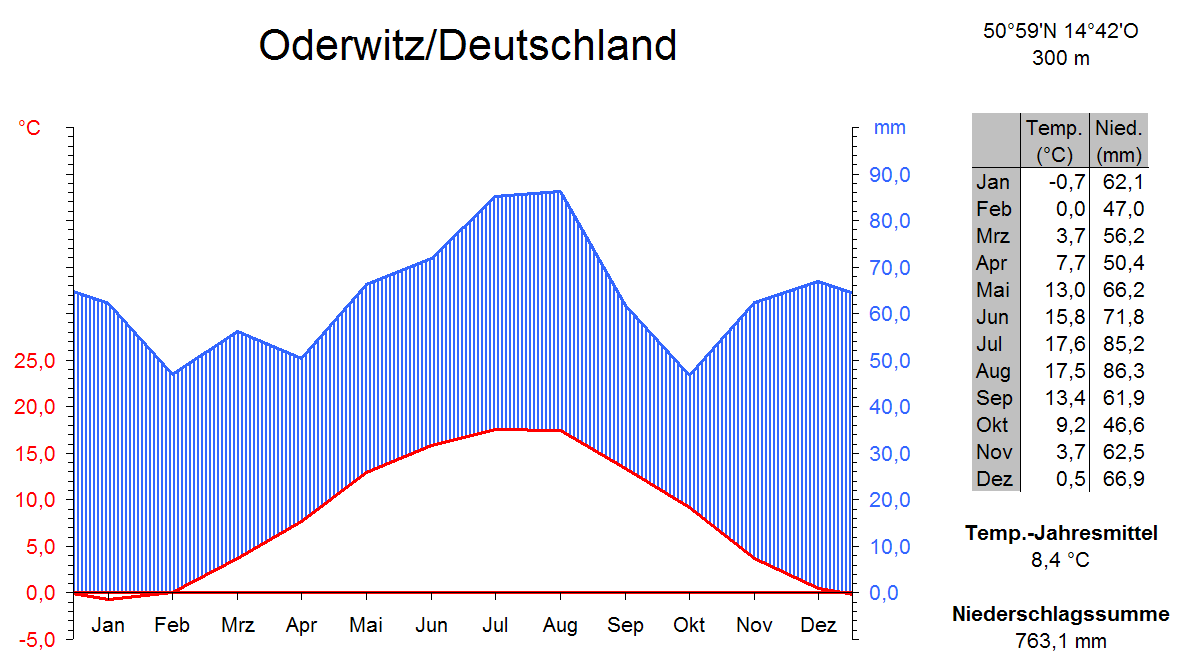
Klimadiagramm von Oderwitz (1976–2005)

Oderwitz liegt in der gemäßigten Klimazone, genauer in der feuchtkontinentalen Zone. Typisch sind kühl-feuchte Frühjahre und Sommer, ein langer warmer Herbst und ein Winter mit sehr häufigen, aber eher kurzen Schneeperioden.
Die durchschnittliche Jahrestemperatur beträgt 8,4 °C, die mittlere Jahresniederschlagsmenge 763,1 mm. Die wärmsten Monate sind Juli und August mit durchschnittlich 17,6 und 17,5 °C und die kältesten Januar und Februar mit −0,7 und 0 °C im Mittel. Der meiste Niederschlag fällt im August mit durchschnittlich 86 mm, der geringste im Februar und Oktober mit je 47 mm.
In seiner Geschichte war Oderwitz immer wieder von Starkniederschlägen im Ort selbst, aber vor allem an dem umgebenden Berghängen betroffen, die zu Überschwemmungen führten. Die letzte dieser Art ereignete sich am 9. Juni 2013, bei dem der Pegel des Landwassers von wenigen Zentimetern auf über zwei Meter anstieg.
Im Januar 2009 wurde hier mit −29,1 °C ein neuer Kälterekord für den Freistaat Sachsen gemessen, aber bereits 2012 von Marienberg-Kühnhaide abgelöst, das nun offiziell als „kältester [bewohnter] Ort Deutschlands“ gilt.

## Geschichte

### Frühe Geschichte bis ins 14. Jahrhundert
Wann genau und von wem Oderwitz gegründet wurde, ist nicht bekannt, allerdings deutet der ursprüngliche Name des Ortes, Wudrijecz, auf slawischen Ursprung hin. Es ist auch unklar, ob Oderwitz zur Zeit der Völkerwanderung, im 6. Jahrhundert, entstand, als slawische Volksstämme das Gebiet besiedelten, wo Jahrhunderte zuvor Sueben gelebt hatten. Man nimmt an, dass der slawische Stamm der Milzener – die Vorfahren der heutigen Sorben – nur in der nördlichen und mittleren Lausitz siedelte. Das Oderwitzer Tal dürfte dagegen im ersten Jahrtausend nur spärlich besiedelt gewesen sein, so wie der Rest der gebirgigen südlichen Oberlausitz. Man weiß jedoch, dass die Ortslage von Oderwitz zum Gebiet Zagost gehörte.
Über mehrere Jahrhunderte blieben die sorbischen Siedlungen in der nördlichen Lausitz bestehen, bis die Bewohner von den Markgrafen von Meißen unterworfen und christianisiert wurden. Allerdings beharrten die Sorben auf ihrer ursprünglichen Religion und verjagten die christlichen Priester. Daher fiel Kaiser Heinrich II. 1015 erneut in das Land ein und zwang die Sorben gewaltsam, sich zum Christentum zu bekennen. Viele flüchteten in die Heidegegenden und die Wälder der Region Zagost. Der Sage nach entstanden neben Oderwitz die Dörfer Eibau und Hörnitz sowie die böhmischen Städte Kreibitz und Windisch-Kamnitz.
Da sie dort ihrer Religion ungestört nachgehen konnten, ließ sich eine große Zahl sorbischer Siedler im Tal der Orte Oderwitz, Eibau, Walddorf und Ebersbach nieder. Wann sorbische Sprache und Sitten aus diesen Orten verschwanden, ist nicht bekannt, wahrscheinlich aber erst, als sich deutsche Ritter mit ihrem Gefolge dort niederließen und die Gegend germanisierten. Zwischen 1050 und 1150 entstand die erste Kirche am Hang des Landwassers.

### Erste urkundliche Erwähnung
Die erste urkundliche Erwähnung von Oderwitz stammt vom 15. Mai 1324, das Dorf hatte damals noch den Namen Odrowitz. Da Oderwitz 1384 in einem Zehntenverzeichnis der Prager erzbischöflichen Bibliothek für das Zittauer Dekanat mit der höchsten Summe von 28 Groschen genannt wird, kann davon ausgegangen werden, dass es schon zu dieser Zeit sehr bedeutend war. Dafür spricht auch, dass bereits 1350 zwischen Ober- und Niederoderwitz unterschieden wurde.

### 14. bis 16. Jahrhundert – Wechselnde Herrschaften und Hussitenkriege

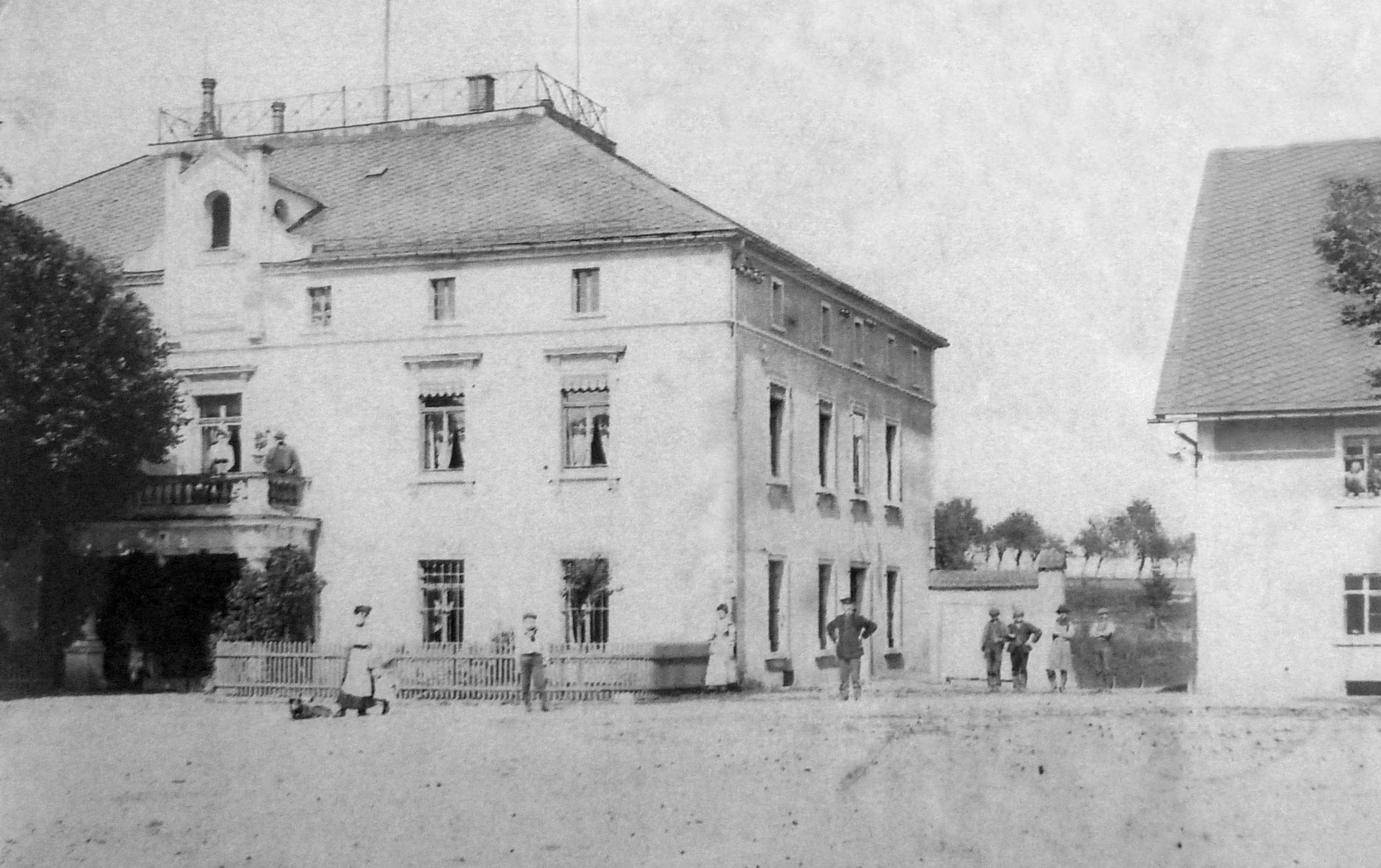
Das Rittergut in Niederoderwitz um 1889

Die ersten Bewohner von Oderwitz waren noch völlig frei, ab 1368 begann die herrschaftliche Trennung des Ortes in mehrere Anteile sowie die Leibeigenschaft der Bauern. Die ältesten bekannten Grundherren von Oderwitz waren Heinrich von Reydenburg und Heinrich von Bolberitz, die 1395 und 1396 Kirchenpatrone des Ortes waren. Kurz darauf ging der Besitz an die Burggrafen von Dohna über, die nun die Oberlehnsherren des Dorfes waren. Ende des 14. Jahrhunderts gelangten Teile von Oderwitz in den Besitz der Herren von Kyaw und von Nostitz, wohl Lehnsleute derer von Dohna. Der Anteil der Familie von Kyaw blieb bis Ende des 15. Jahrhunderts in deren Besitz. Den Anteil der Adelsfamilie Nostitz verkaufte Heinrich von Nostitz bereits 1412 an die Johanniterkommende in Zittau.
Nach der Verbrennung des Reformators Jan Hus auf dem Konzil zu Konstanz am 6. Juli 1415 wüteten die Hussitenkriege von 1419 bis 1439 im Königreich Böhmen. Zwischen 1425 und 1431 fielen die Hussiten achtmal in die Oberlausitz ein; auch Oderwitz wurde mehrmals angegriffen oder besetzt. Die letzte große Schlacht ereignete sich 1469, bei der Zittau von feindlichen Truppen eingenommen wurde. Nach Ende des Krieges wurde der frühere Gutsbesitzer von Mitteloderwitz enteignet, da er mit den Hussiten paktiert hatte. Das Gut ging in den Besitz von Hugold von Schleinitz über, der 1490 auch die Anteile der Familie Dohna erwarb. Man nimmt an, dass er Besitzer und Oberlehnsherr von ganz Oderwitz wurde. Sein Sohn Heinrich von Schleinitz vergrößerte den Besitz seines Vaters, er besaß Anfang des 16. Jahrhunderts einen zusammenhängenden Grundbesitz von über 70 Quadratkilometern, der das Schleinitzer Ländchen genannt wurde.
Im Jahr 1515 verkaufte Heinrich von Schleinitz einen Teil von Oderwitz an das Cölestinerkloster auf dem Oybin. Im Zuge der Reformation wurde das Kloster aufgelöst, seine Güter fielen 1574 an die Stadt Zittau. Nach dem Oberlausitzer Pönfall zog König Ferdinand I. alle Grundbesitzungen der Sechsstädte ein, also auch die Zittauer Anteile des Dorfes. Diese verkaufte er weiter an Ulrich von Nostitz, der damit die Ruppersdorfer Herrschaft in Oderwitz begründete.

### Seuchen und Kriege vom 17. bis 19. Jahrhundert
Die Pest hatte schon mehrmals in Oderwitz gewütet; in den Jahren 1632 bis 1634 traf sie den Ort besonders schwer. Niederoderwitz wurde durch die Epidemie fast entvölkert und auch in Oberoderwitz starben viele hundert Menschen. Neben dem Schwarzen Tod brachen in den Jahren 1728 und 1738 auch die Blattern aus, die fast 300 Menschenleben forderten. Infolge dieser Seuchen kam es durch Unterproduktion zu Nahrungsmangel, durch den viele an Hunger oder Skorbut litten.
Neben diesen Krankheiten brachten zahlreiche Kriege Leid über die Oderwitzer Bevölkerung. Im Dreißigjährigen Krieg wurden große Teile des Dorfes zerstört und die Menschen durch Kriegszahlungen und Plünderungen belastet. Auch nach dem Waffenstillstand zwischen Sachsen und Schweden im August 1645 konnten die Menschen nicht aufatmen, erst mit dem Westfälischen Frieden von 1648 endeten die Kämpfe. Trotzdem litten die Oderwitzer weiter unter Reparationen und Zerstörungen. Noch 1677 lagen Teile des Ortes wüst und die Bevölkerung war stark verarmt. Auch der Große Nordische Krieg, der Siebenjährige Krieg und der Polnische Thronfolgekrieg forderten Opfer unter den Oderwitzern.
Während der Befreiungskriege besetzten französische Truppen 1813 die gesamte Lausitz. Es kam immer wieder zu Durchmärschen und Plünderungen durch gegnerische, aber auch durch verbündete Soldaten. Als seltsamstes Ereignis des Krieges wurde 1814 die Einquartierung von hundert asiatischen Bogenreitern aus dem Volk der Baschkiren geschildert, die für Russland kämpften. Auch während des Deutschen Krieges wurden Soldaten in Oderwitz einquartiert, die für die Bevölkerung hohe zusätzliche Lasten bedeuteten.

### Ende der Erbuntertänigkeit und Beginn der Selbstbestimmung

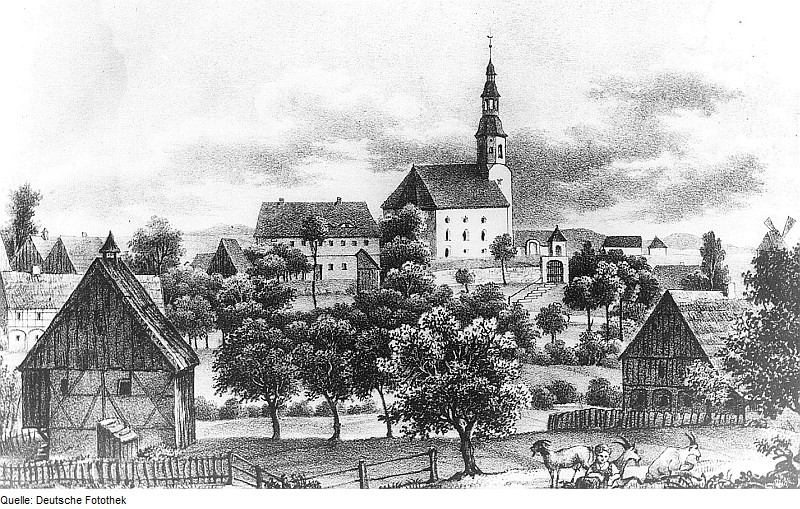
Historische Ortsansicht von Niederoderwitz von 1837

Ab dem 16. Jahrhundert litten die Untertanen immer mehr unter den hohen Abgaben und Diensten sowie der Willkür der adligen Grundbesitzer. Der spätere Zieglersche Anteil kaufte sich 1673 von der Erbuntertänigkeit frei und stellte sich unter den Schutz von Wolf Rudolph von Ziegler. 1679 und 1687 folgten weitere Niederoderwitzer diesem Beispiel. Durch diese Freikäufe erlangten die Bewohner neue Rechte, wie etwa die Berufsfreiheit. Nach Zieglers Tod 1687 ging die Schirmherrschaft an die Stadt Zittau über. Anfang des 18. Jahrhunderts sind weitere Auslösungen in Mitteloderwitz verzeichnet, bevor dort die Erbuntertänigkeit 1759 aufgehoben wurde. Ein Gesetz vom 17. März 1832 beendete sie in der gesamten Oberlausitz.
Durch die Sächsische Landgemeindeordnung von 1838 wurden 1839 die Anteile der Orte vereinigt und die eigenständigen Gemeinden Nieder-, Mittel- und Oberoderwitz geschaffen, die jeweils ein Gemeindevorsteher leitete. Ab 1865 wurden alle Abgaben und Dienste abgeschafft und wenige Jahre später endete auch die letzte adlige Grundherrschaft in Oderwitz. Man parzellierte viele der alten Bauerngüter, um mehr Platz für neue Häuser zu schaffen. Durch die neu gewonnenen Rechte und Möglichkeiten kam es zu einem wirtschaftlichen Aufschwung, der auch ein Bevölkerungswachstum mit sich brachte. So wurde bis 1848 die Bahnstrecke von Oderwitz nach Löbau gebaut; um 1880 entstanden die ersten maschinellen Großwebereien im Ort.

### Oderwitz im Deutschen Reich

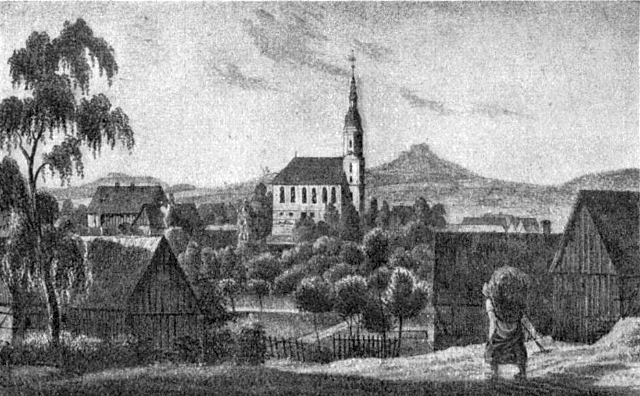
Historische Ortsansicht von Oberoderwitz um 1840

Durch eine Verwaltungsreform nach der Gründung des Deutschen Reichs 1871 wurde Oderwitz geteilt. Der Ortsteil Oberoderwitz wurde der Amtshauptmannschaft Löbau zugeordnet, während Nieder- und Mitteloderwitz bei der Amtshauptmannschaft Zittau verblieben. Am 1. Januar 1910 wurde Mitteloderwitz nach Niederoderwitz eingemeindet.
Während der Vorbereitung des Zweiten Weltkriegs waren 1938 in Oderwitz Soldaten der Wehrmacht stationiert. 1939 erhielt das Unternehmen Osram ein Geschoss der mechanischen Weberei Ernst Glathe & Sohn in Niederoderwitz zugewiesen und stellte dort Beleuchtungskörper für militärische Zwecke her. Dafür wurden ab 1944 auch Zwangsarbeiter aus den Arbeitslagern der umliegenden Ortschaften herangezogen. Im Januar 1945 wurde in Niederoderwitz ebenfalls ein solches Lager eingerichtet, das ein Außenlager des KZ Groß-Rosen war. Für die Arbeit im Osram-Zweigwerk benötigten die überwiegend jüdischen Häftlinge eine gewisse Qualifikation, der Historiker Rolf Schmolling geht daher von vergleichsweise milden Haftbedingungen in diesem Lager aus. Aufgrund der militärischen Situation verlagerte Osram ein Vierteljahr vor Kriegsende seine Produktion und damit wahrscheinlich auch die Zwangsarbeiter nach Westen, das Lager wurde am 23. Februar 1945 geschlossen.
Anfang Mai 1945 war die Front Oderwitz sehr nahe, daher erteilte das Oberkommando der Wehrmacht am 6. Mai den Evakuierungsbefehl, dem aber nicht alle Einwohner nachkamen. Am 9. Mai wurde Oderwitz besetzt, die Kampfhandlungen erreichten den Ort auf Grund des Kriegsendes nicht mehr.

### Geschichte nach 1945

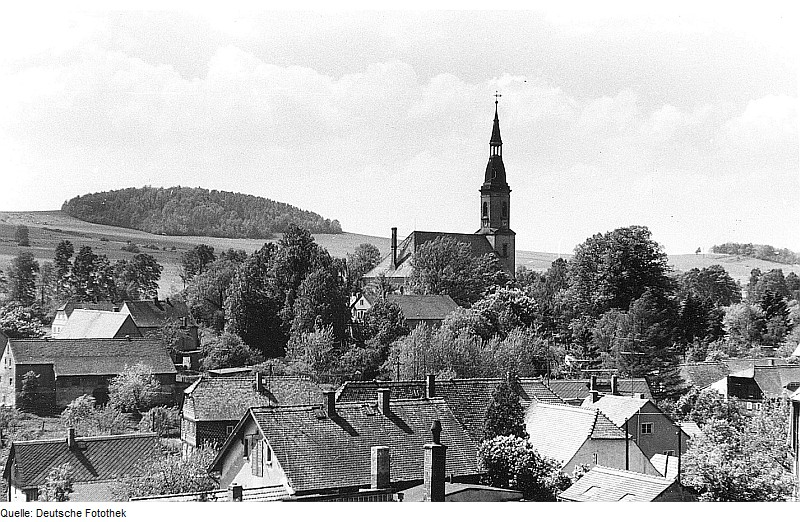
Blick über Oberoderwitz 1966

Nach dem Einmarsch der Roten Armee in Oderwitz wurden fünf Personen inhaftiert, die entweder Funktionäre der NSDAP oder Amtsträger im Dritten Reich waren. Allerdings gelang es dem Oderwitzer Ortsführer, sich in Löbau freizukaufen und in den Westen zu fliehen. Mindestens acht Jugendliche wurden verhaftet, denen man eine Werwolf-Tätigkeit vorwarf. Von den Inhaftierten starben mindestens vier aufgrund der Haftbedingungen.
Nach der Einrichtung einer sowjetischen Militärkommandantur wurde die Zivilverwaltung in Oderwitz wieder aufgebaut. Der Wiederaufbau des Ortes wurde vorangetrieben, besonders ab 1958, als mehrere AWG-Gebäude und landwirtschaftliche Großanlagen errichtet wurden. Es erfolgte eine Aufsiedlung, bei der die Dreihäuser zu einer bäuerlichen Siedlung erweitert wurden. 1952 wurden die maschinellen Webereien in Oderwitz in Volkseigentum umgewandelt und zum VEB Damino zusammengefasst. Dadurch kam es zu einem Aufschwung in der Damastweberei in Oderwitz, Tischdamast wurde auch an westdeutsche Versandhäuser verkauft.
Aufgrund von sozialen Missständen kam es am 13. November 1989 zu einer Massenkundgebung an der Niederoderwitzer Kirche, sie markierte den Beginn der Wende in Oderwitz. Um die Volkskammerwahl und die politische Arbeit im Frühjahr 1990 zu koordinieren, wurde ein sogenannter Runder Tisch eingerichtet. Die Wahl gewannen CDU und PDS. Am 6. Mai 1990 fanden die ersten freien Kommunalwahlen statt, die die Vertreter von CDU, BFD und PDS in Niederoderwitz für sich entscheiden konnten. Die CDU war die stärkste Kraft im Gemeinderat. Bei der konstituierenden Sitzung am 31. Mai 1990 wurde Ernst-Jürgen Schiffner zum Bürgermeister von Niederoderwitz gewählt.
Nach der Wiedervereinigung verlor Oderwitz viel von seiner wirtschaftlichen Bedeutung. Aufgrund des Rückgangs des Damastwarenbedarfs wurden die Damino-Werke 1991 stillgelegt, 1998 die Fabrikhallen in Niederoderwitz zum Teil abgerissen. Im selben Jahr kam es zur Stilllegung der Bahnstrecke Oberoderwitz–Löbau. Gerade heute sind die Auswirkungen dieser Entwicklung spürbar, viele junge Leute wandern aus Oderwitz ab.
Nach der sächsischen Kreisreform im Jahr 1994 gehörten Ober- und Niederoderwitz zum Landkreis Löbau-Zittau und durch eine erneute Kreisreform ab 2008 zum Landkreis Görlitz. 1999 fusionierten beide Orte zur Gemeinde Oderwitz.

### Religionen
Die erste Kirche in Oderwitz wurde um 1100 über dem Steilhang des Landwassers errichtet, bis 1350 entwickelte sich das Oderwitzer Kirchspiel zum größten der Dörfer in der südlichen Oberlausitz. Wann genau Oderwitz den evangelischen Glauben annahm, ist unbekannt, der erste evangelische Pfarrer, dessen Amtszeit bekannt ist, trat seinen Dienst 1585 an.
Im Januar 2014 fusionierten die Kirchgemeinden von Niederoderwitz und Oberoderwitz mit der Nachbargemeinde Mittelherwigsdorf zur evangelisch-lutherischen Kirchgemeinde Oderwitz-Mittelherwigsdorf. Bereits seit 1999 bestand ein Schwesternverhältnis zwischen diesen Kirchgemeinden. Durch den Bevölkerungsrückgang und damit dem Rückgang der Zahl der Gemeindemitglieder war eine Vereinigung der Kirchgemeinden schon länger geplant.
Neben den überwiegend evangelischen Gläubigen lebt in Oderwitz eine kleine Minderheit Katholiken, die zur katholischen Pfarrei Mariä Himmelfahrt in Leutersdorf gehören. Mit einem Königreichssaal sind die Zeugen Jehovas in Oderwitz präsent.
In Oderwitz gibt es außerdem eine Gemeinde der freikirchlichen Pfingstgemeinde. Ihr Sitz liegt in Oberoderwitz, sie ist der Pfingstgemeinde Elim in Löbau untergeordnet.

### Einwohnerentwicklung

Bevölkerungsentwicklung von Oderwitz von 1553 bis 2018

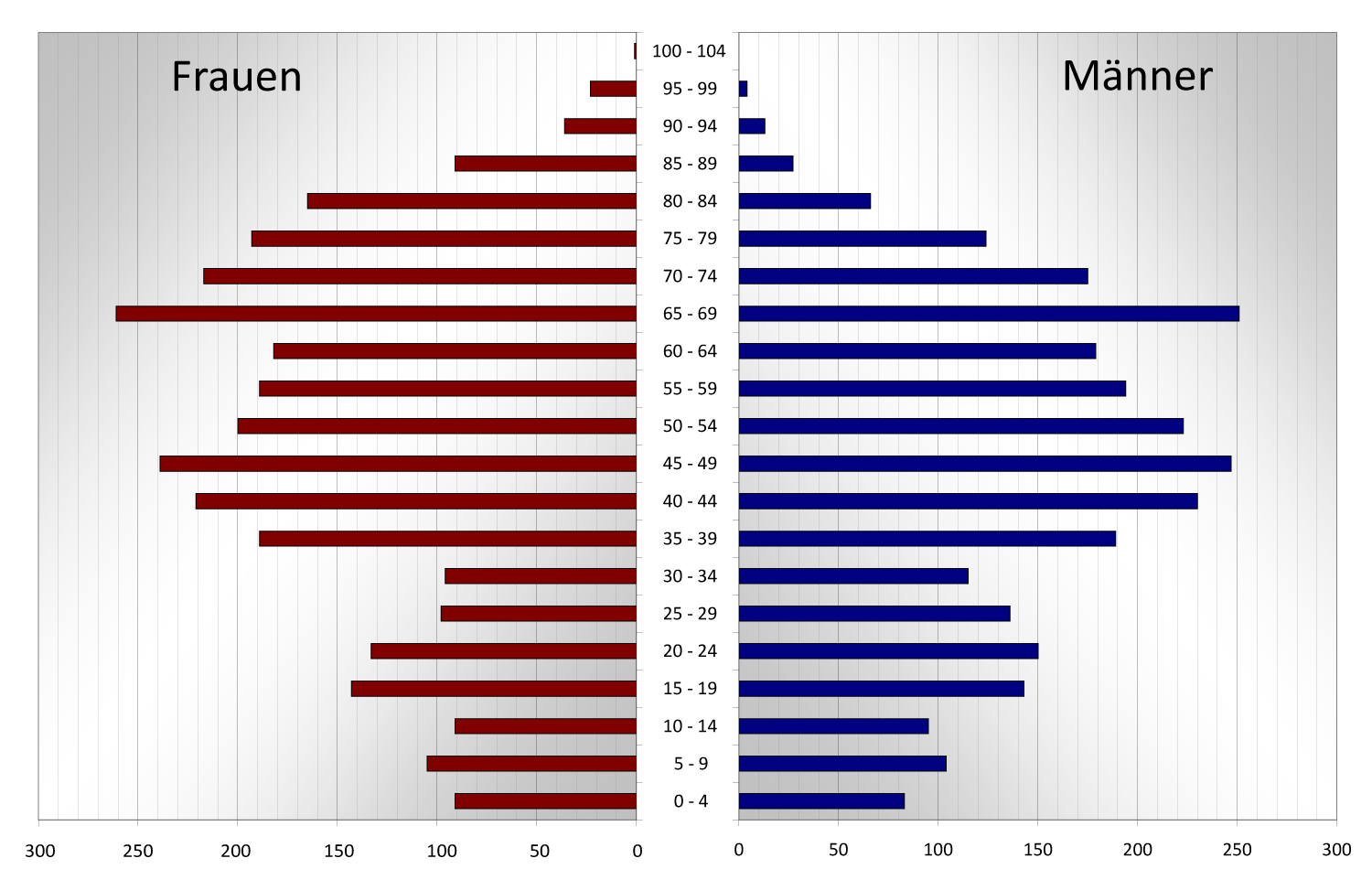
Bevölkerungspyramide von 2007

Verlässliche Quellen zur genauen Bestimmung der Einwohnerzahl von Oderwitz gibt es erst seit Ende des 18. Jahrhunderts, zuvor wurden lediglich die Wirtschaften im Ort gezählt und nicht die tatsächlichen Einwohner. So gab es 1553 53 Wirtschaften von besessenen Mannen und vier von Gärtnern, was auf etwa 300 Einwohner in ganz Oderwitz schließen lässt.
Nach dem Zweiten Weltkrieg siedelten sich in Oderwitz viele aus Schlesien vertriebene Deutsche an. Um 1950 erreichte die Einwohnerzahl mit etwa 9500 ihren historischen Höchststand. Durch die Grenznähe, mangelnde Infrastruktur und die schlechte wirtschaftliche Situation verlor der Ort schon zu Zeiten der DDR viele Einwohner. Diese Entwicklung setzte sich auch nach der Wende fort. So verlor Oderwitz über diesen gesamten Zeitraum etwa die Hälfte seiner Bevölkerung. Dieser Abwärtstrend wird voraussichtlich weiterhin anhalten. 1999 wurden Oberoderwitz und Niederoderwitz zur Gemeinde Oderwitz zusammengefasst.
Wie andere Orte der ehemaligen DDR ist auch Oderwitz stark überaltert, da viele junge Leute wegen der wirtschaftlichen Situation in den Westen abwandern.

### Ortsname
Man nimmt an, dass der Ortsname vom sorbischen Wort wudrjeńca abgeleitet wurde, das einen Wasserriss oder eine vom Wasser verursachte Vertiefung bezeichnet. Der Wortstamm ist dabei das Wort wudrjec, das herausreißen bedeutet. Im Zuge der Germanisierung wurde der Name des Ortes zu Udrwitz (um 1350).
Weitere Ortsnamensformen von Oderwitz waren Odrowicz (1320), Odrowitz (1324), Vdrwicz (1352), Odrawitz (1359), Vdrowicz (1366), Odrouicz (1367), Oderwitz (1391), Odirwitz (1410) und Oderwicz (1425). Die Form Oderwitz trat erst wieder 1999 durch Fusion der Ortschaften Ober- und Niederoderwitz auf.
Für Oberoderwitz sind unter anderem folgende Formen bekannt: Oderwitz superior (1396), Oberoderwiz (1516), Ober Oderwitz (1791), Ober-Oderwitz und spätestens ab 1871 wieder Oberoderwitz. Für Niederoderwitz kennt man die Schreibweisen Oderwitz infer (1396), Nieder Oderwitz (1768), Nieder-Oderwitz und ab 1871 Niederoderwitz.

## Politik

### Gemeinderat
Der Gemeinderat umfasst 16 Sitze. Die Mitglieder werden alle fünf Jahre von den wahlberechtigten Bürgern gewählt. Die Kommunalwahl am 9. Juni 2024 und frühere Wahlen hatten folgende Ergebnisse:
| Gemeinderat ab 2024Insgesamt 16 Sitze - FW/HGV: 10 - FSV: 1 - CDU: 5 | Liste                                   | 2024   | 2024   | 2019   | 2019   | 2014   | 2014   |
| Gemeinderat ab 2024Insgesamt 16 Sitze - FW/HGV: 10 - FSV: 1 - CDU: 5 | Liste                                   | Sitze  | in %   | Sitze  | in %   | Sitze  | in %   |
| Gemeinderat ab 2024Insgesamt 16 Sitze - FW/HGV: 10 - FSV: 1 - CDU: 5 | Freie Wähler/Handels- und Gewerbeverein | 10     | 61,5   | 8      | 40,3   | 8      | 44,7   |
| Gemeinderat ab 2024Insgesamt 16 Sitze - FW/HGV: 10 - FSV: 1 - CDU: 5 | CDU                                     | 5      | 29,5   | 5      | 28,1   | 7      | 35,9   |
| Gemeinderat ab 2024Insgesamt 16 Sitze - FW/HGV: 10 - FSV: 1 - CDU: 5 | FSV Oderwitz 02                         | 1      | 8,9    | 1      | 9,1    | 1      | 6,4    |
| Gemeinderat ab 2024Insgesamt 16 Sitze - FW/HGV: 10 - FSV: 1 - CDU: 5 | AfD                                     | –      | –      | 1      | 14,9   | –      | –      |
| Gemeinderat ab 2024Insgesamt 16 Sitze - FW/HGV: 10 - FSV: 1 - CDU: 5 | Linke                                   | –      | –      | 1      | 7,6    | 2      | 13,1   |
| Gemeinderat ab 2024Insgesamt 16 Sitze - FW/HGV: 10 - FSV: 1 - CDU: 5 | Wahlbeteiligung                         | 68,5 % | 68,5 % | 62,2 % | 62,2 % | 49,6 % | 49,6 % |

### Bürgermeister
| Amtszeit | Amtszeit | Name              | Wahlen     |
| von      | bis      | Name              | Wahlen     |
| -------- | -------- | ----------------- | ---------- |
| 1999     | 2006     | Günther Jautze    |            |
| 2006     | 2020     | Adelheid Engel    | 2006, 2013 |
| 2020     | heute    | Cornelius Stempel | 2020       |

Mit der Aufhebung der Erbuntertänigkeit 1832 und der Schaffung eines einheitlichen Gemeinwesens Mitte des 19. Jahrhunderts in den Oderwitzer Ortsteilen entstand das Amt des Gemeindevorstehers. Anfang des 20. Jahrhunderts wurde es in seiner Funktion durch das Amt des Bürgermeisters abgelöst. Mit der Fusion von Ober- und Niederoderwitz wurden die beiden Bürgermeister der Orte durch einen gemeinsamen Bürgermeister für ganz Oderwitz ersetzt. Der letzte Niederoderwitzer Bürgermeister war Ernst-Jürgen Schiffner. Der letzte Oberoderwitzer Bürgermeister war Günther Jautze, der nach der Fusion erneut in dieses Amt gewählt wurde.

### Wappen

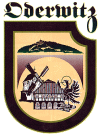
Logo von Oderwitz

Nach dem Zusammenschluss von Ober- und Niederoderwitz entstand der Wunsch nach einem Gemeindewappen. Da weder Oberoderwitz, noch Niederoderwitz über ein bestätigtes Wappen verfügt hatten, wurden die Bürger zur Einreichung von Vorschlägen für ein Oderwitzer Wappen gebeten. Der Gemeinderat stimmte jedoch keinem der wenigen eingereichten Vorschläge vorbehaltlos zu und entschied sich daher, das Verfahren einzustellen und nur ein spezielles Wahrzeichen für den Ort zu entwerfen.
Der Entwurf dieses Gemeindelogos war schon seit 1999 im Umlauf, Anfang 2002 entschied sich der Gemeinderat für die heutige Form. Darauf abgebildet sind der Oderwitzer Spitzberg, die Birkmühle und ein Umgebindegiebel. Weiterhin ist ein Adler mit Heiligenschein und einer Schriftrolle in den Fängen dargestellt, dieser war zuvor schon Bestandteil eines alten Oberoderwitzer Wahrzeichens. Inhaltlich und farblich verstößt es aber gegen die heraldischen Regeln und war daher nicht genehmigungsfähig.

### Partnerschaften
Nach der Wiedervereinigung Deutschlands bemühten sich die damaligen Bürgermeister um Partnerschaften mit Gemeinden in den alten Bundesländern, um sich mit dem Aufbau einer Gemeindeverwaltung und den neuen Verwaltungsstrukturen vertraut zu machen. Da sich die Verwaltungsstrukturen in Sachsen und Baden-Württemberg stark ähnelten, entstanden Partnerschaften zwischen Schlierbach im Landkreis Göppingen und Oberoderwitz, sowie zwischen Haßmersheim im Neckar-Odenwald-Kreis und Niederoderwitz. Beide Partnerschaften wurden von der neu gegründeten Gemeinde Oderwitz übernommen.
Eine weitere Partnerschaft besteht mit der Gemeinde Udanin in der Woiwodschaft Niederschlesien in Polen.

## Kultur und Sehenswürdigkeiten

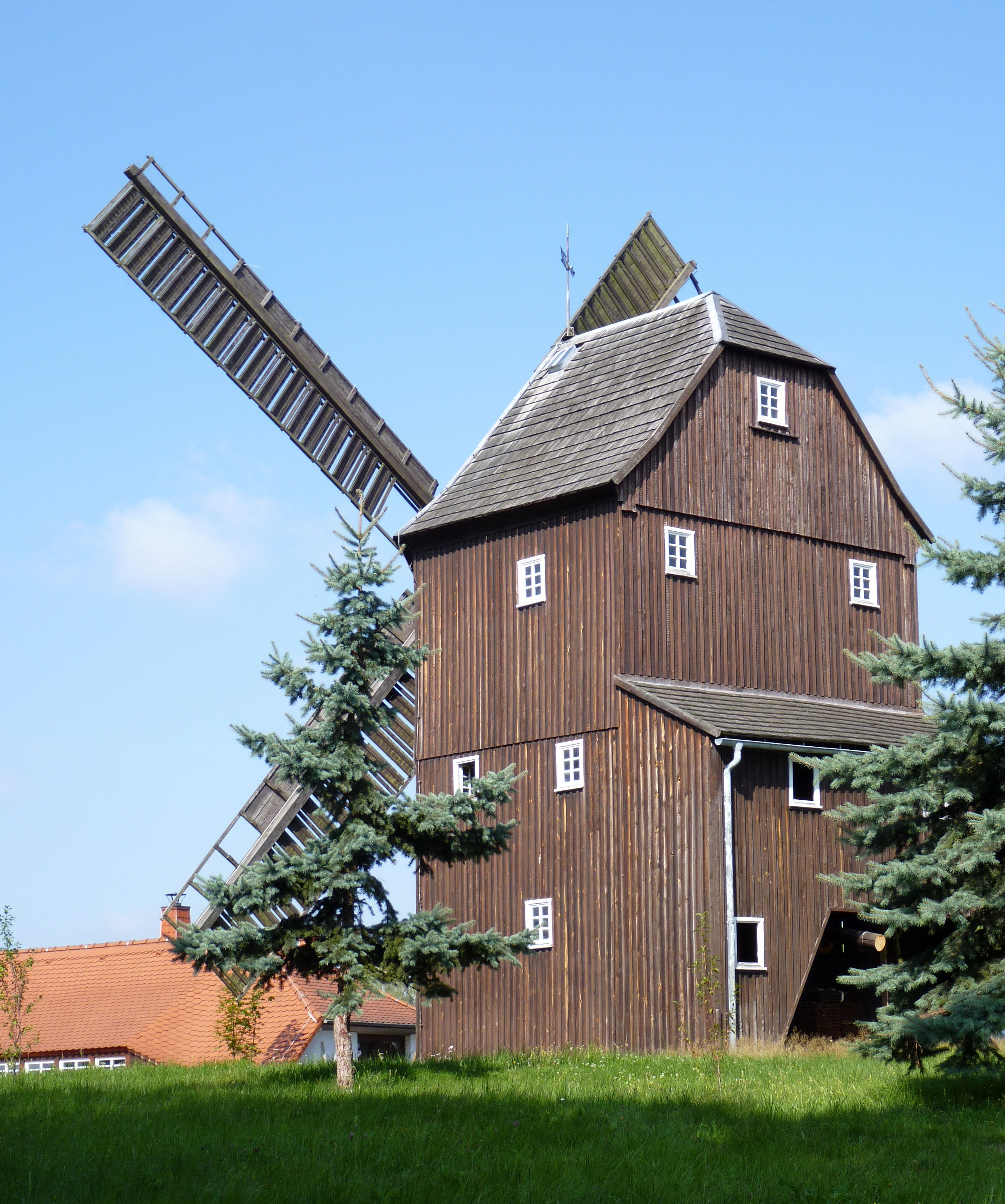
Die Berndtmühle ist die älteste der drei erhaltenen Bockwindmühlen.

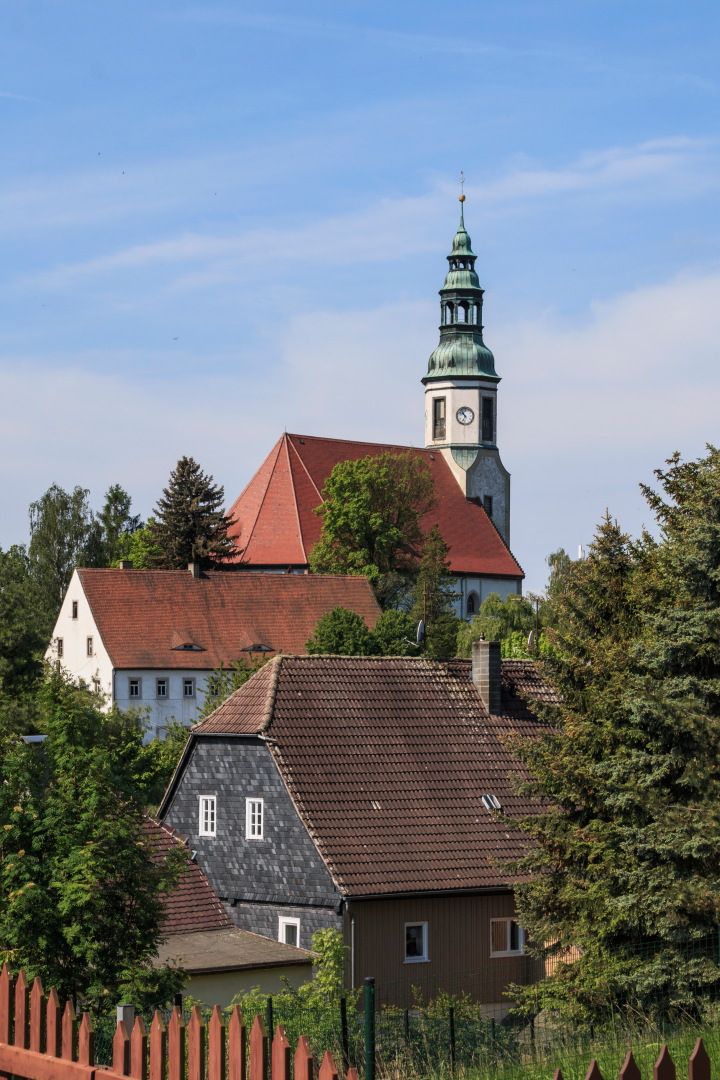
Die Kirche in Niederoderwitz gilt als eine der größten Kirchen der Lausitz.

### Bauwerke
Oderwitz war früher für seine vielen Mühlen bekannt und auch heute noch gilt es als Windmühlendorf. Insgesamt gab es im ganzen Ort fünfzehn Wind- und Wassermühlen, sieben Bockwindmühlen, eine Holländerwindmühle und acht Wassermühlen. Besonderes Engagement beim Erhalt der letzten drei Bockwindmühlen zeigte das Mühlenaktiv, der spätere Förderkreis Oberoderwitzer Bockwindmühlen e. V. Durch dessen Arbeit sind die Birkmühle, die Neumannmühle und die Berndtmühle in einem sehr guten Zustand. Für seine Verdienste wurde der Verein 1991 mit dem Europa-Nostra-Preis ausgezeichnet. Auch die meisten Gebäude der alten Wassermühlen haben die Zeiten überdauert, durch die Bertholdmühle und die Niedere Mühle werden Führungen angeboten.

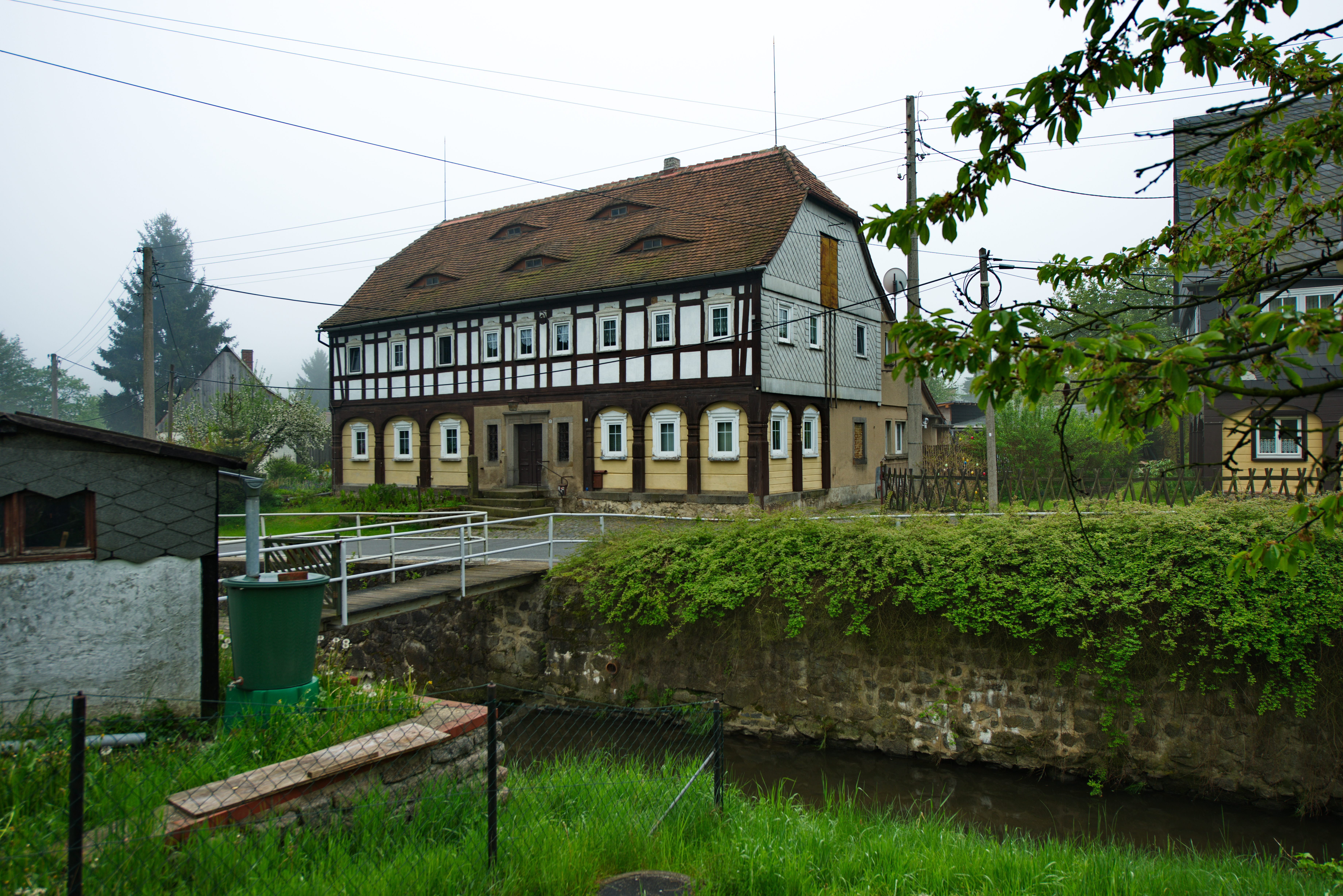
Typisches Umgebindehaus in Oberoderwitz

Wie in der gesamten Oberlausitz gibt es in Oderwitz noch viele Umgebindehäuser, im ganzen Ort sind es über 450. Im Ortsteil Oberoderwitz befindet sich das 1910–1911 vom Gutsbesitzer und Amtshauptmann Maximillian Freiherr von Beschwitz (1845–1925) erbaute Schloss Oderwitz der ehemaligen Rittergutherrschaften, das heute als Konferenzzentrum und wissenschaftliches Institut genutzt wird. Das Atelier des Heimatmalers Max Langer ist in Niederoderwitz zu finden.
Wegen der historischen Teilung und der Größe des Orts verfügt Oderwitz über zwei Kirchen. Die Niederoderwitzer Kirche wurde ab 1719 errichtet und 1726 geweiht. Sie wurde im barocken Stil erbaut und besitzt einen reich geschmückten Altar. Die Kirche Oberoderwitz wurde von 1816 bis 1821 im Baustil des Klassizismus errichtet. In Oberoderwitz steht das Lutherhaus, das Gemeindehaus der Kirchgemeinde Oberoderwitz, das in den letzten Jahren renoviert und ausgebaut wurde.
Viele der Umgebindehäuser sind denkmalgeschützt. Sämtliche Kulturdenkmale sind in der Liste der Kulturdenkmale in Oderwitz aufgeführt.

### Gedenkstätten

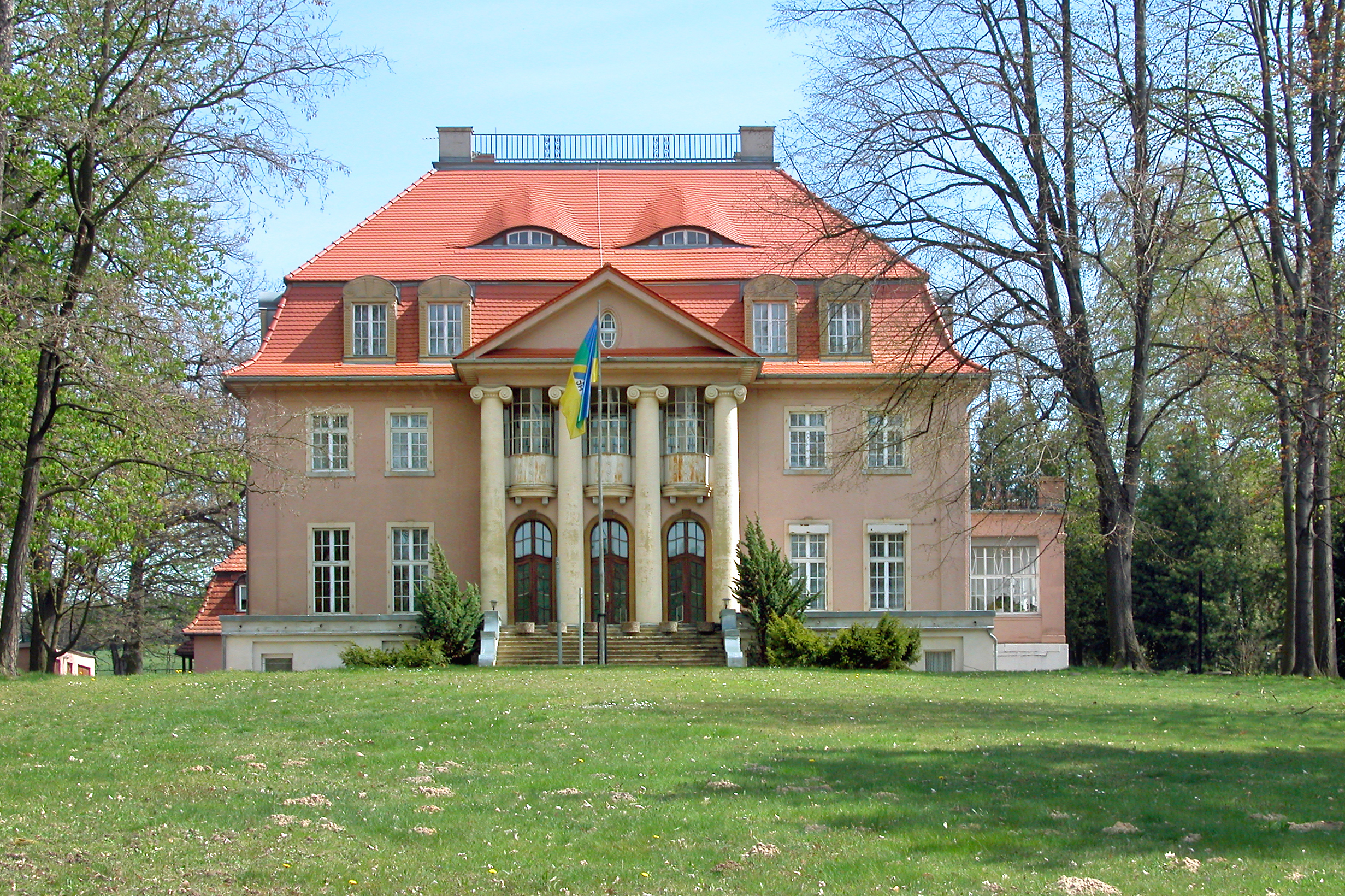
Schloss Oberoderwitz

Während des Naziregimes wurden fünf der in Niederoderwitz inhaftierten Häftlinge im Frühjahr 1945 von SS-Männern ermordet. An sie erinnert ein Ehrenmal auf dem Friedhof des Ortsteils. Zwei weitere Gedenkstätten auf dem Friedhof erinnern an Oderwitzer Bürger, die im Ersten und Zweiten Weltkrieg gefallen sind.
Oderwitz wurde im Lauf seiner Geschichte mehrmals von Hochwassern heimgesucht, bei denen etliche Menschen umkamen. Für die Flutopfer von 1880 wurde in Niederoderwitz nahe dem Landwasser ein Gedenkstein errichtet. Bei der Grundschule Max Langer befindet sich eine kleine Gedenkstätte für die Geschwister Scholl.
Auf dem Friedhof des Ortsteils Oberoderwitz erinnert eine Grabstätte an die polnische Zwangsarbeiterin Michalina Woysiak, die im Mai 1945 erschossen wurde. Eine Gedenktafel für den Hitlergegner Willi Netsch am Haus Dorfstraße 189 ist nicht erhalten geblieben.

### Naturdenkmäler

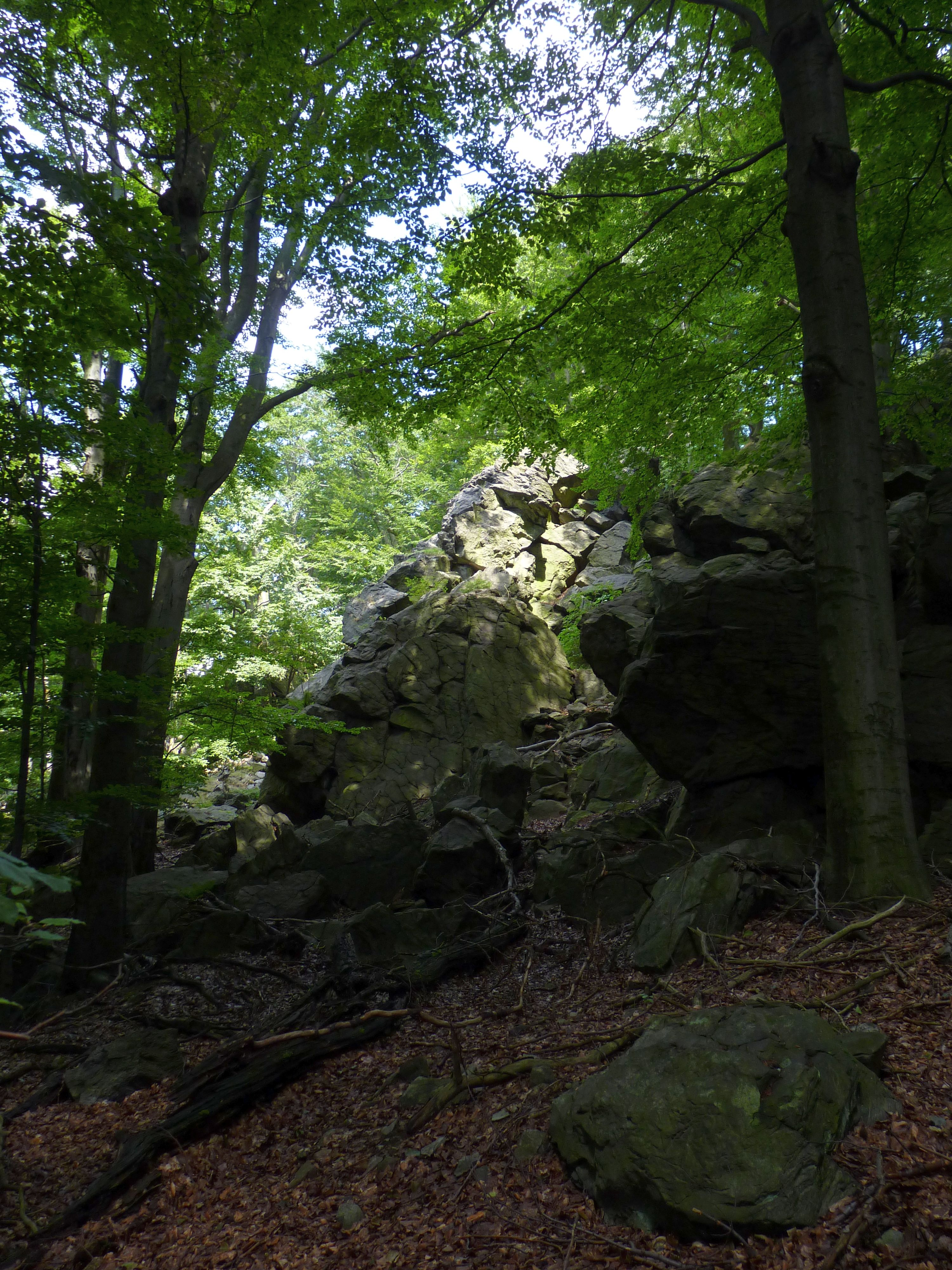
Ein Teil der Steinklunsen am Südwesthang des Sonnenhübels.

Im Gebiet der Gemeinde Oderwitz gibt es viele Naturdenkmäler vulkanischen Ursprungs. Das größte ist der Oberoderwitzer Spitzberg mit seiner Phonolithkuppe. An den Hängen des Sonnenhübels gibt es die sogenannten Steinklunsen, Gesteinsformationen, über die ein dichter Buchenwald gewachsen ist. Außerdem kann man an mehreren Stellen alte Phonolith-Steinbrüche finden, die von der Natur zurückerobert wurden, wie zum Beispiel auf dem Geiersberg oder dem Steinberg bei Spitzkunnersdorf.
- Siehe auch: Liste der Naturdenkmale in Oderwitz

### Sport
Den ersten Sportverein gründete man bereits 1862 in Niederoderwitz. Heute gibt es insgesamt drei Sportvereine, in denen unter anderem Handball, Volleyball, Fußball und Badminton gespielt werden. Den Sporttreibenden der Gemeinde stehen zwei Sporthallen mit sich anschließenden Sport- und Fußballplätzen zur Verfügung. Das Freibad in Niederoderwitz kann im Sommer zum Schwimmen genutzt werden. Je nach Witterung ist es im Winter möglich, dort auf der Eisfläche Schlittschuh zu laufen. Weitere sportliche Aktivitäten bieten je eine Schießsportanlage und zwei Kegelbahnen sowie zwei Anglervereine.
In Oderwitz gibt es mehrere Reiterhöfe und einen Reit-, Fahr- und Zuchtverein, der im September jeden Jahres eine überregionale Pferdeleistungsschau ausrichtet, die von einigen Festlichkeiten begleitet wird.
Seit 1995 befindet sich am Fuß der Oberoderwitzer Spitzbergs eine Sommerrodelbahn mit einer Abfahrt von etwa 600 Metern und einem Höhenunterschied von knapp 40 Metern. An der Nordwand des Spitzbergs gibt es ein Sportklettergebiet mit über 60 Routen der Schwierigkeitsstufen II bis Xb.

### Brauchtum

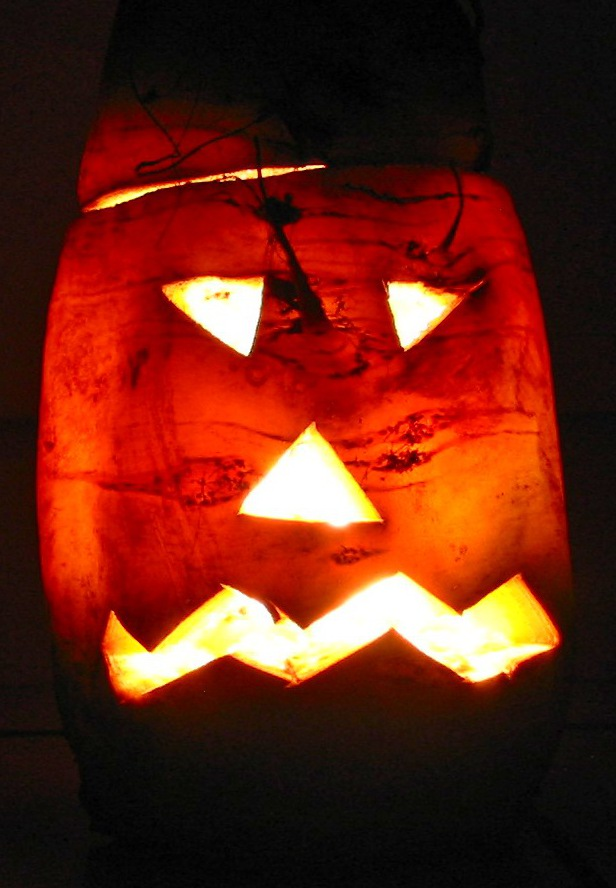
Ein Flenntippl

Wie in der gesamten Lausitz gibt es auch in Oderwitz einige Sitten und Bräuche aus sorbischer Tradition. Die Vogelhochzeit wird am 25. Januar gefeiert. Zur Fastnachtszeit wird das Lichten gehen zelebriert, bei dem die Lichtengänger ihre Körper unkenntlich machen und der Gastgeber erraten muss, wer ihn besucht.
Am Gründonnerstag ziehen die Kinder des Ortes mit einem Bettelsack von Haus zu Haus und singen das Gründonnerstagslied, sie erhalten dann meist Süßigkeiten oder etwas Geld. Bäume, Sträucher oder Zweige werden mit Ostereiern geschmückt, die teilweise von den Kindern bemalt werden.
In der Walpurgisnacht werden große Feuer entfacht, um böse Geister und Hexen zu vertreiben. Meist wird auch eine als Hexe verkleidete Strohpuppe ins Feuer geworfen. Dieser Brauch verweist auf die slawische Göttin Morena, wobei auch in der Slowakei in der Folklore lebendige Bräuche des Morenakultes zu finden sind, während er in Böhmen nur noch in den Toponyme sichtbar ist. Auch zur Sommersonnenwende werden Feuer abgebrannt, um den längsten Tag des Jahres zu feiern.
In der Herbstzeit ist es Brauch, aus Rüben die sogenannten Flenntippl zu schnitzen. Aus den ausgehöhlten Rüben werden schaurige Gesichter geformt, in die jeweils eine Kerze gestellt wird. Mit ihnen ziehen Kinder durch den Ort, stellen die Flenntippl vor die Haustüren, läuten und verstecken sich. Für diesen Scherz erhalten die Kinder Süßigkeiten oder ein paar Münzen.

### Regelmäßige Veranstaltungen
Zum Deutschen Mühlentag im Mai oder Juni gibt es in Oderwitz zahlreiche Feste an den drei Bockwindmühlen und der Bertholdmühle. Weitere Höhepunkte des Jahres sind das Schützenfest im April, das Oderwitzer Wiesenspektakel am zweiten Juni-Wochenende und das Gründelfest im Juli. Eine lange Tradition haben die Lokalschauen des Kaninchenzüchtervereins und die Rassegeflügelschau im November. Am ersten Advent jeden Jahres wird in Niederoderwitz ein Weihnachtsmarkt ausgerichtet.

## Wirtschaft und Infrastruktur

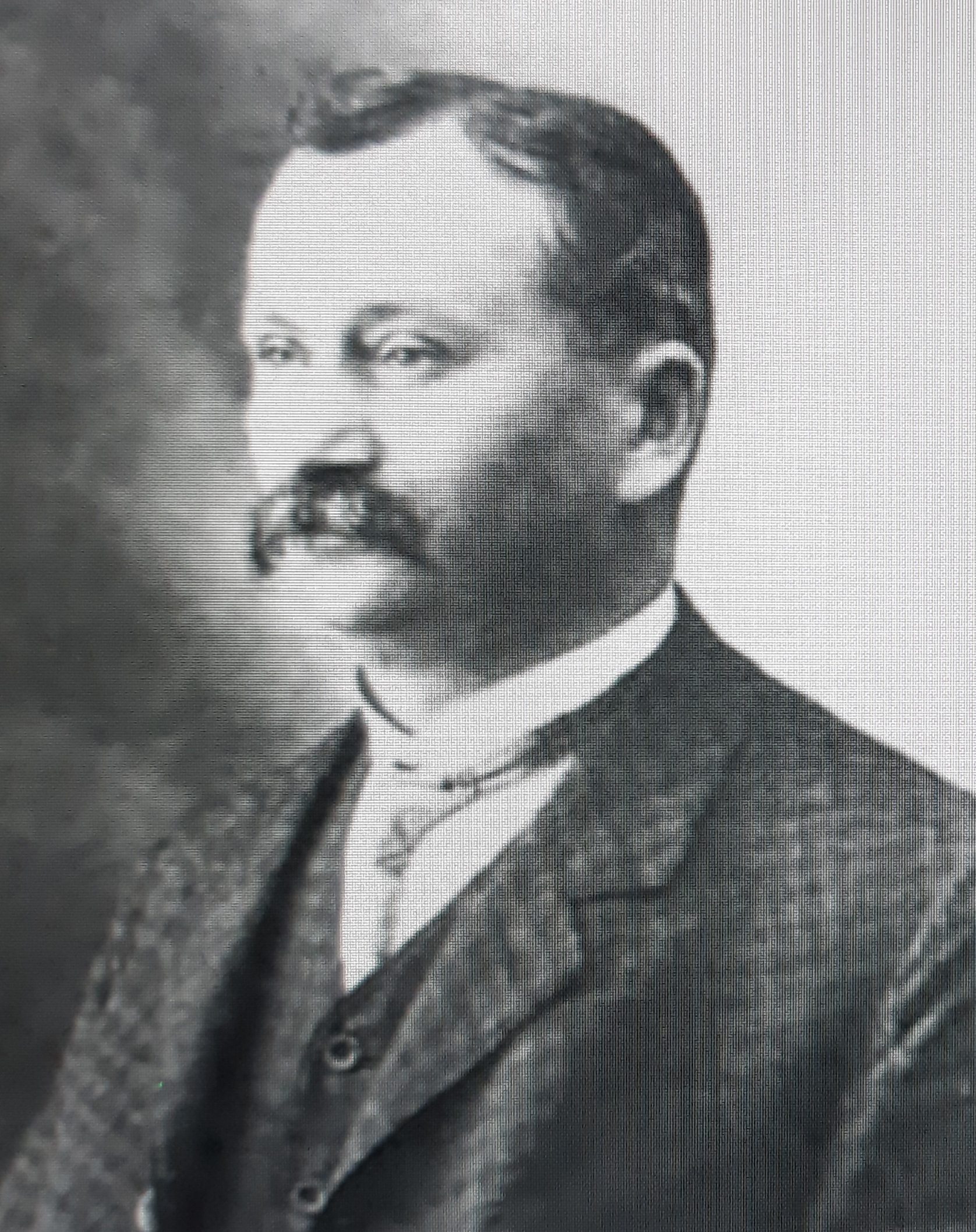
Gründer der Färberei Oskar Mascheck

Ursprünglich bildeten Landwirtschaft, Gartenbau und Holzverarbeitung den Haupterwerb der Dorfbewohner.

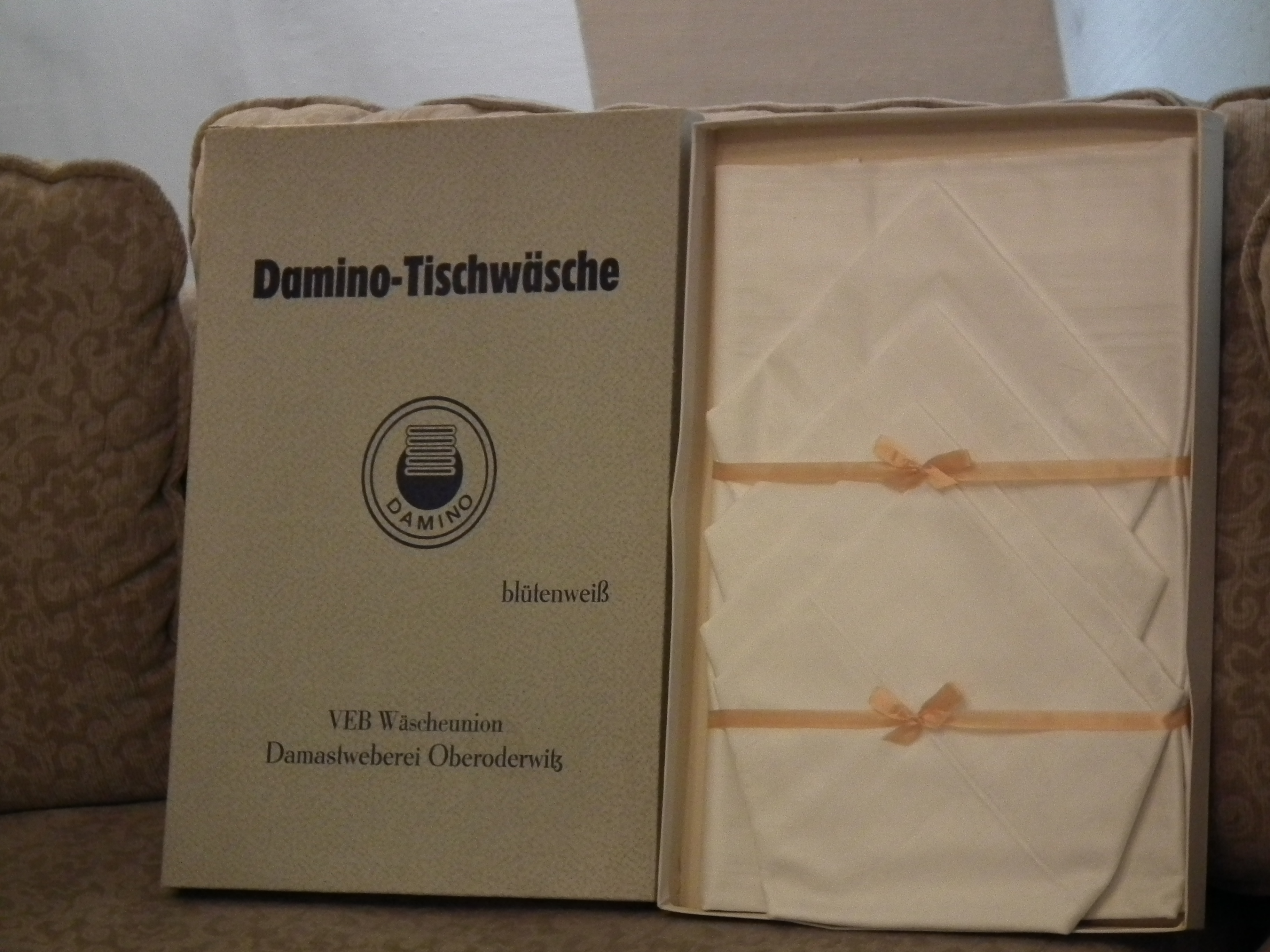
Damino-Tischwäsche, VEB Wäscheunion Damastweberei Oberoderwitz

Die Leineweberei in Oderwitz ist bereits seit Ende des 15. Jahrhunderts urkundlich belegt. 1586 verlieh die Leineweberzunft zu Zittau den Webern besondere Rechte. Ihren ersten Rückschlag erlitt die dörfliche Weberei 1627. Da die Weber den jährlichen Stuhlzins und den Dorfhandel mit Leinewand verweigerten, zogen die Zittauer Meister und Ratsknechte in die Dörfer, wo sie die Webstühle zerschlugen und Garn entwendeten. Dennoch erholte sich die häusliche Leinweberei und erreichte 1700 ihren Höhepunkt. Ein weitreichender Stoffhandel etablierte sich über Herrnhuter und Zittauer Firmen. Noch um 1832 wurde auf 700 Stühlen Leinwand und auf 200 Stühlen Wollwaren hergestellt. 1848 führten Absatzschwierigkeiten dazu, dass viele der Weber arbeitslos wurden und als Tagelöhner arbeiten mussten. Einen erneuten Aufschwung erhielt die Weberei um 1933 mit der Einführung von mechanischen und später automatischen Webstühlen. Der später unter dem Namen VEB Damast- und Inletweberei Oberoderwitz oder kurz Damino bekannte Betrieb beschäftigte über 350 Personen und stellte hauptsächlich Tisch- und Bettdamast her. Im Zuge der Wiedervereinigung brach die Weberei in Oderwitz endgültig zusammen. Neben der Weberei spielte auch die Stoffveredelung eine gewisse Rolle im Ort. So waren neben Färbereien auch Leinwand- und Garnbleichen im Ort vertreten (siehe Färberei Oskar Mascheck).
In Oderwitz gab es zahlreiche Mühlen. Mitte des 20. Jahrhunderts besaß der Ort acht Windmühlen, von denen noch drei erhalten sind. 1974 stellte die letzte ihren Betrieb ein. Es sind auch sieben Wassermühlen bekannt, deren Gebäude größtenteils erhalten wurden. Die bekanntesten sind die Bertholdmühle und die Niedere Mühle.
Mit der Firma Heros Motorrad-Motoren- & Getriebebau gab es von 1921 bis 1929 einen Motorradhersteller in Oderwitz.
Das heutige Gewerbe setzt sich überwiegend aus Bau- und Handwerksbetrieben sowie kleinen und mittelständischen Unternehmen zusammen.
Der größte Arbeitgeber im Ort war bis 2022 die Kathleen Schokoladenfabrik GmbH mit etwa 170 Beschäftigten und einer Produktion von 6.000 Tonnen jährlich, eine der größten Firmen im gesamten Landkreis. Weitere größere Arbeitgeber sind die KWL Kabelwerk Lausitz GmbH, das Popken-Folienwerk und die FuTeX GmbH.

### Verkehr

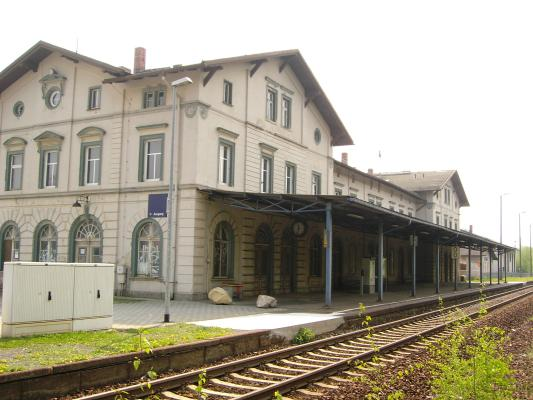
Bahnhof Oberoderwitz

Durch den Ort verlaufen die Bundesstraße 96 und die Bahnstrecke Zittau–Dresden als wichtigste Verkehrswege. Mit dem Ausbau der jetzigen Bundesstraße 96 um 1930 und der Landstraßen nach Großschönau und Herrnhut wurde der Ort an das Busverkehrsnetz angeschlossen.
Die Gemeinde erhielt bereits 1848 einen Bahnhof an der Bahnstrecke Zittau–Löbau. Dadurch wurde der Bahnhof Oberoderwitz zu einem wichtigen Umschlagplatz für Rohstoffe und Fertigwaren. Die Bahnstrecke Oberoderwitz–Wilthen (direkte Verbindung nach Dresden über Ebersbach/Sa. und Wilthen) wurde als Süd-Lausitzer Bahn erst 1879 in Betrieb genommen. Durch die Länge der Gemeinde und deren historische Teilung verfügt Oderwitz über drei Bahnhöfe.
Der nächste Passagierflughafen befindet sich in Dresden-Klotzsche.

### Medien
Jeden Monat gibt die Gemeinde das Oderwitzer Amtsblatt heraus mit Bekanntmachungen, Berichten aus den Schulen und Kindertagesstätten, Veranstaltungshinweisen und meist einem kurzen Abriss aus der Ortschronik.

#### Wetterstudio Ost – „Zittauer Gebirge“
Am 12. Juni 2000 wurde im ehemaligen Gemeindeamt von Oberoderwitz das Oderwitzer Wetterstudio der Meteomedia AG von Jörg Kachelmann als eines von damals noch fünf Wetterstudios in Deutschland eröffnet. Dort wurden die Wettervorhersagen für den mitteldeutschen Raum erarbeitet und dem MDR bereitgestellt. So entstanden auch kurze Einspieler für das MDR-Fernsehen. Im Jahr 2004 löste der Deutsche Wetterdienst Meteomedia bei der Prognosenerstellung für Radio und Fernsehen ab und das Wetterstudio musste 2008 endgültig geschlossen werden.
Nachfolger der Einrichtung war das von der Gemeinde Oderwitz betriebene Wetterkabinett Zittauer Gebirge. Es dient auch touristischen Zwecken mit Einführungen und Vorträgen rund um das Thema Meteorologie. Neben dem Wetterkabinett existiert auch eine Messstation an der Sommerrodelbahn, die am 12. Oktober 1998 eingeweiht wurde.

### Öffentliche Einrichtungen

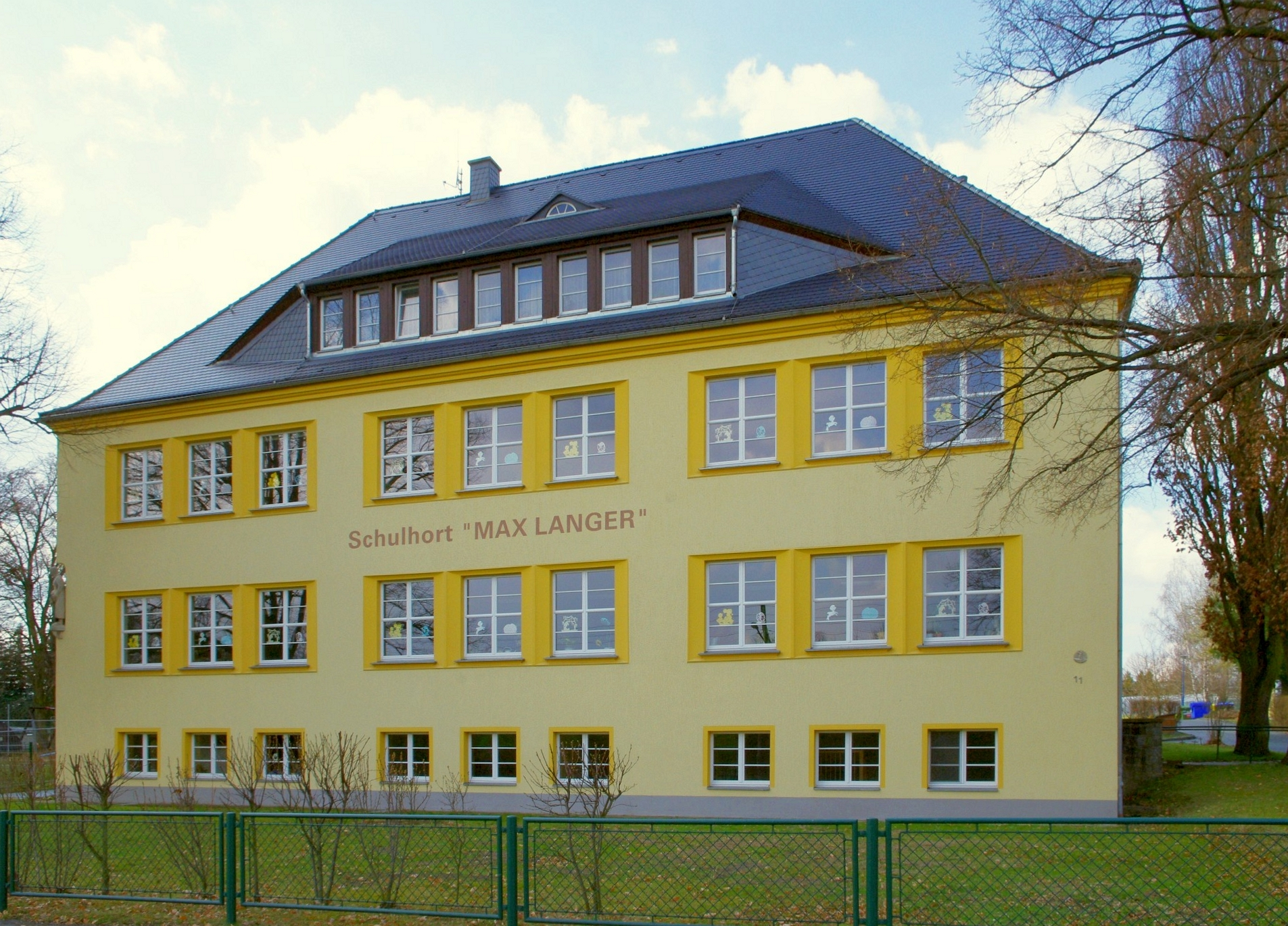
Das ehemalige Schulgebäude der Grundschule ist heute deren Hort.

Für die Betreuung von Kindern im Vorschulalter bietet die Gemeinde die beiden Kindertagesstätten Knirpsenland und Märchenland sowie eine Tagespflegestelle an. Die Betreuung der Grundschüler erfolgt im Schulhort Max Langer.
Im Ort gibt es ein Senioren- und Pflegeheim, das in den 1980er-Jahren gebaut wurde und unter anderem Wachkoma-Patienten betreut.
Zur Betreuung von Menschen mit Behinderung besteht ein geschütztes Wohnheim, das vom Lebenshilfe e. V. betrieben wird.

### Bildung
Das erste Schulgebäude wurde um 1600 gebaut, allerdings konnte von einem geregelten Schulbetrieb zu dieser Zeit noch keine Rede sein. Einen Rückschlag erlitt das Schulwesen mit Beginn des Dreißigjährigen Krieges 1618 es kam 1632 mit dem Ausbruch der Pest ganz zum Erliegen.
Um den wirtschaftlichen Aufschwung durch die Leineweberei zu unterstützen, wurden 1731 mit Genehmigung des Zittauer Rates mehrere Schulhalter angestellt. Bis Mitte des 19. Jahrhunderts entstanden in Oderwitz sechs Schulen.
Heute gibt es zwei Schulen in Oderwitz. Die Grundschule Max Langer wurde 2004 von Grund auf saniert und in eine Ganztagsschule umgewandelt. Unterricht und außerschulische Aktivitäten sind eng miteinander verknüpft; eine Hausaufgabenbetreuung wird angeboten. Auf der Pestalozzi-Oberschule können Schüler sowohl den Hauptschulabschluss als auch die Mittlere Reife erwerben. Eine Trennung der Bildungsgänge erfolgt ab dem siebenten Schuljahr. Außerdem werden verschiedene Neigungskurse angeboten.

## Persönlichkeiten

### Söhne und Töchter

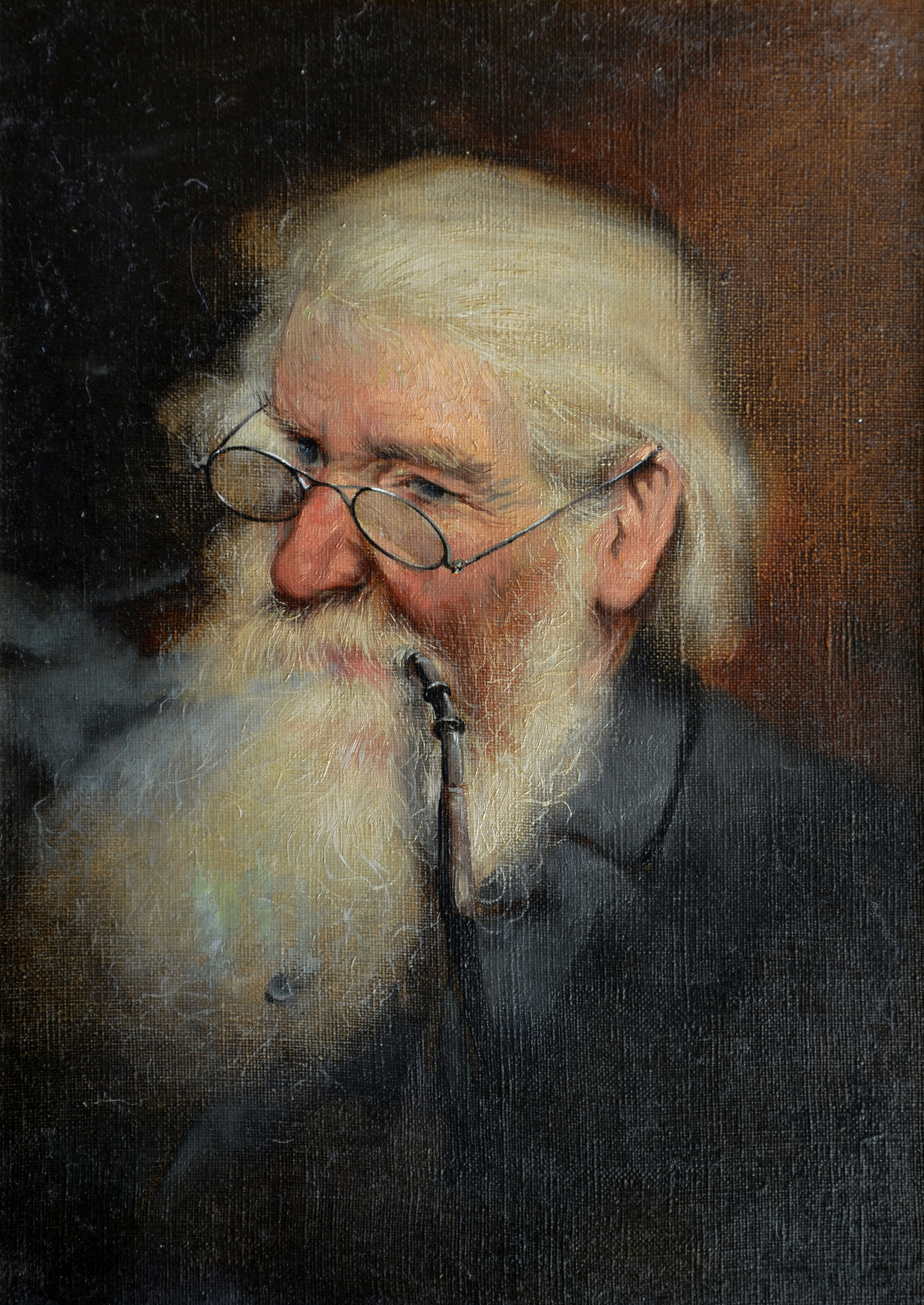
Gustav Adolph Berthold

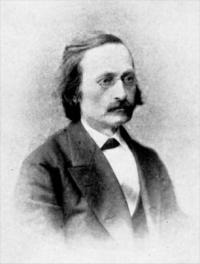
Gustav Adolf Merkel

Mit der Stiftung der Niederoderwitzer Kirche ging der kursächsische Oberst und Grundherr von Oderwitz Otto Ludwig von Kanitz (1661–1724) im 18. Jahrhundert in die Geschichte des Ortes ein. Der Oderwitzer Caspar Gottlob von Rodewitz (1679–1721) wurde besonders als Holzbildschnitzer und Steinbildhauer zahlreicher Görlitzer Kirchen bekannt.
Der Schriftsteller und Maler Gustav Adolph Berthold (1819–1894), Sohn des homöopathische Arztes Jonathan Christoph Berthold (1787–1864) wurde hier geboren (ab 1816 Oberoderwitz) und unterstützte den Heimatforscher und Historiker Johann Gottlieb Korschelt (1818–1901) beim Erstellen einer Chronik von Oderwitz.
In Oderwitz wurde 1820 der Zollbeamte Friedrich August Döring geboren.
Aus Oderwitz stammen einige Musiker, so der spätere Stadtmusikdirektor von Altenburg, Christian Gottlieb Müller (1800–1863), der unter anderem Richard Wagner Komposition lehrte.
Gustav Adolf Merkel (1827–1885), Musikpädagoge, war ein virtuoser Organist.
Der Lehrer Gustav Hermann Göhl (1859–1931) sorgte sich besonders um die Bildung in der Oberlausitz und im Erzgebirge, weitere Bekanntheit erlangte er durch seine Werke über das Esperanto.
Der Geologe und Mineraloge Reinhold Reinisch (1867–1950) stammte aus Oderwitz.
Max Heidrich (1876–1945) war ein deutscher Architekt, der in Mitteloderwitz geboren wurde.
Richard Schmidt (1877–1958) war Kantor, Organist und Lehrbeauftragter für Klavier, Orgel und Theorie an der Orchesterschule der Sächsischen Staatskapelle, er wurde in Oberoderwitz geboren.
Alexander Elsner (1881–1945), der promovierte Diplom-Ingenieur war Regierungsbaumeister bei der Staatsbahn und Oberbürgermeister von Jena, er wurde in Mitteloderwitz geboren.
In zahlreichen Gemälden verewigte der Heimatmaler Max Langer (1897–1985) den Ort und seine Umgebung.
Der Aerodynamik-Wissenschaftler Hans-Joachim Mascheck (1924–2022) stammte aus Oderwitz.
Der Theaterwissenschaftler Ludwig Hoffmann (1932–1997) wurde in Oberoderwitz geboren.
Der Rapper Hollywood Hank (1985–2023) stammte aus Oderwitz.

### Weitere
Während des Zweiten Weltkriegs befand sich das Labor des Berliner Physikers und Chemikers Heinz Schmellenmeier (1909–1994) kurzzeitig in Oberoderwitz, er flüchtete im März 1945 vor der Roten Armee. Heute lebt in Oderwitz der CDU-Politiker Stephan Meyer (* 1981).